# 南濮陽郡
濮陽郡，中國東晉時設置的僑郡，後改稱南濮陽郡。

## 沿革
晉明帝時，以晉陵郡境內的兗州濮陽郡流民僑置濮陽郡，屬僑置的兗州，領廩丘、鄄城等僑縣。無實土，民戶散居在今江蘇省鎮江市到無錫市一帶。後分濮陽郡僑置東燕郡。
宋武帝永初二年（421年），改兗州為南兗州，濮陽郡為南濮陽郡。宋文帝元嘉八年（431年），南濮陽郡改屬南徐州。元嘉十二年（435年），鄄城縣併入廩丘縣。元嘉十九年（442年），省東燕郡為東燕縣，屬南濮陽郡。後又省東燕縣。至此，南濮陽郡領二僑縣：廩丘、榆次。後又復置東燕縣。
齊明帝建武三年（496年），廢濟陽郡，所領鄄城縣改屬南濮陽郡；省榆次縣。至此，南濮陽郡領四縣：廩丘、東燕、會、鄄城。後廢。

## 人口
- 宋孝武帝大明八年（464年），濮陽郡有2026戶、8239口。[1]

## 太守
- 徐熙，東海人。[4]
- 張次惠，范陽方城人，南朝宋前期在任。[5]
- 顏師伯，字長淵，琅邪臨沂人，宋孝武帝元嘉三十年（453年）在任。[6]
- 江智淵，濟陽考城人，宋孝武帝孝建中領。[7]
- 姜龍駒，宋孝武帝孝建三年（456年）棄郡率吏民降於北魏。[8]
- 陳顯達，南彭城人，宋後廢帝元徽中在任。[9]
- 彭文之，泰山人，宋順帝昇明元年（477年）見任。[10]
- 桓康，北蘭陵承人，宋順帝昇明二年（478年）至齊高帝建元四年（482年）領。[11]
- 荀伯玉，字弄璋，廣陵人，齊武帝建元四年（482年）至永明元年（483年）領，伏誅。[12]
- 蕭諶，字彥孚，南蘭陵蘭陵人，齊武帝永明元年（483年）至二年（484年）帶。[13]
- 呂文度，會稽人，齊武帝永明中帶。[14]
- 曹道剛，齊鬱林王永明十一年（493年）至隆昌元年（494年）領。[15]